# Plataforma para cadeira de rodas

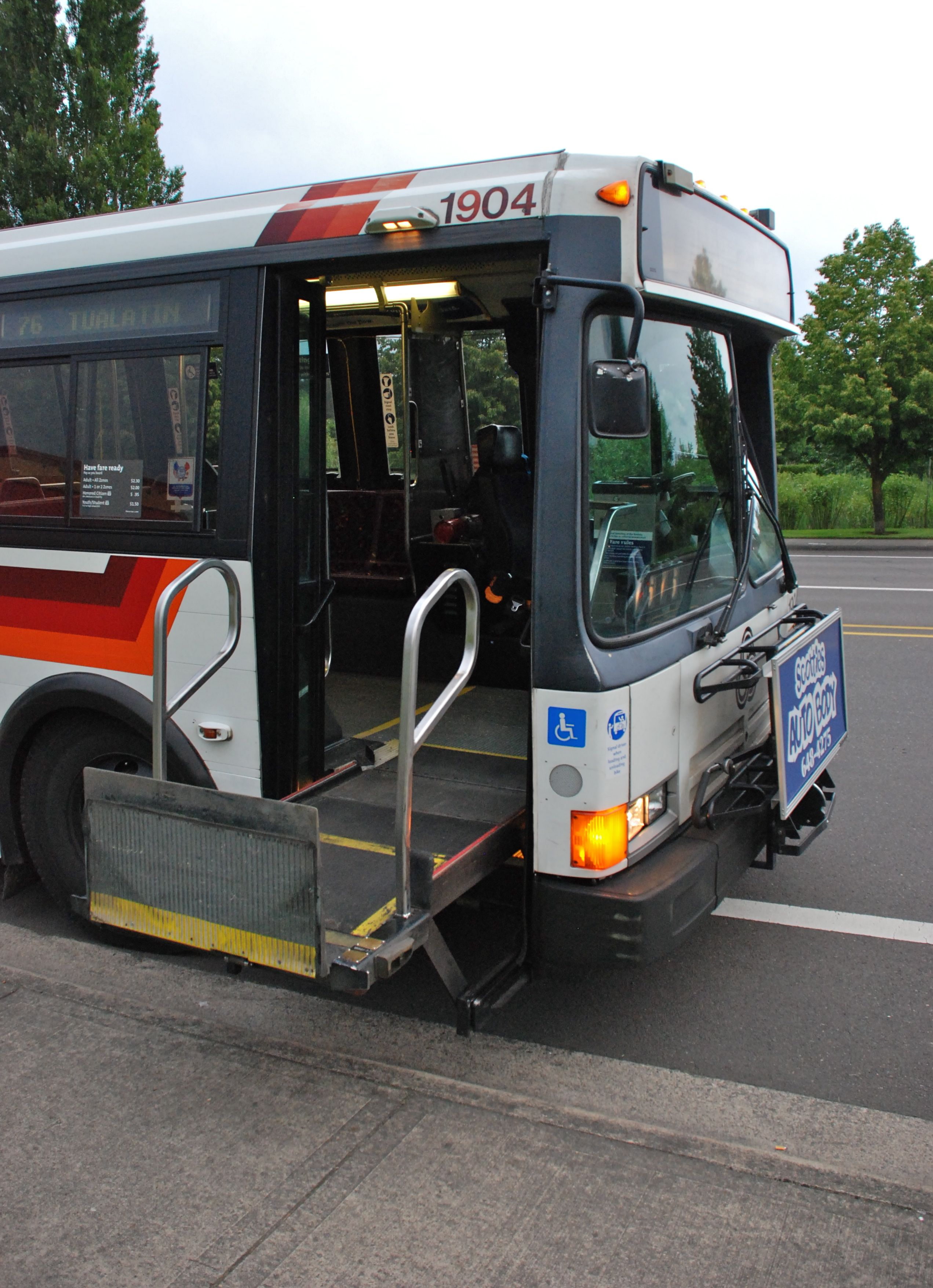
Uma plataforma de cadeira de rodas na porta da frente de um ônibus da cidade em Portland, Óregon, em 2010.

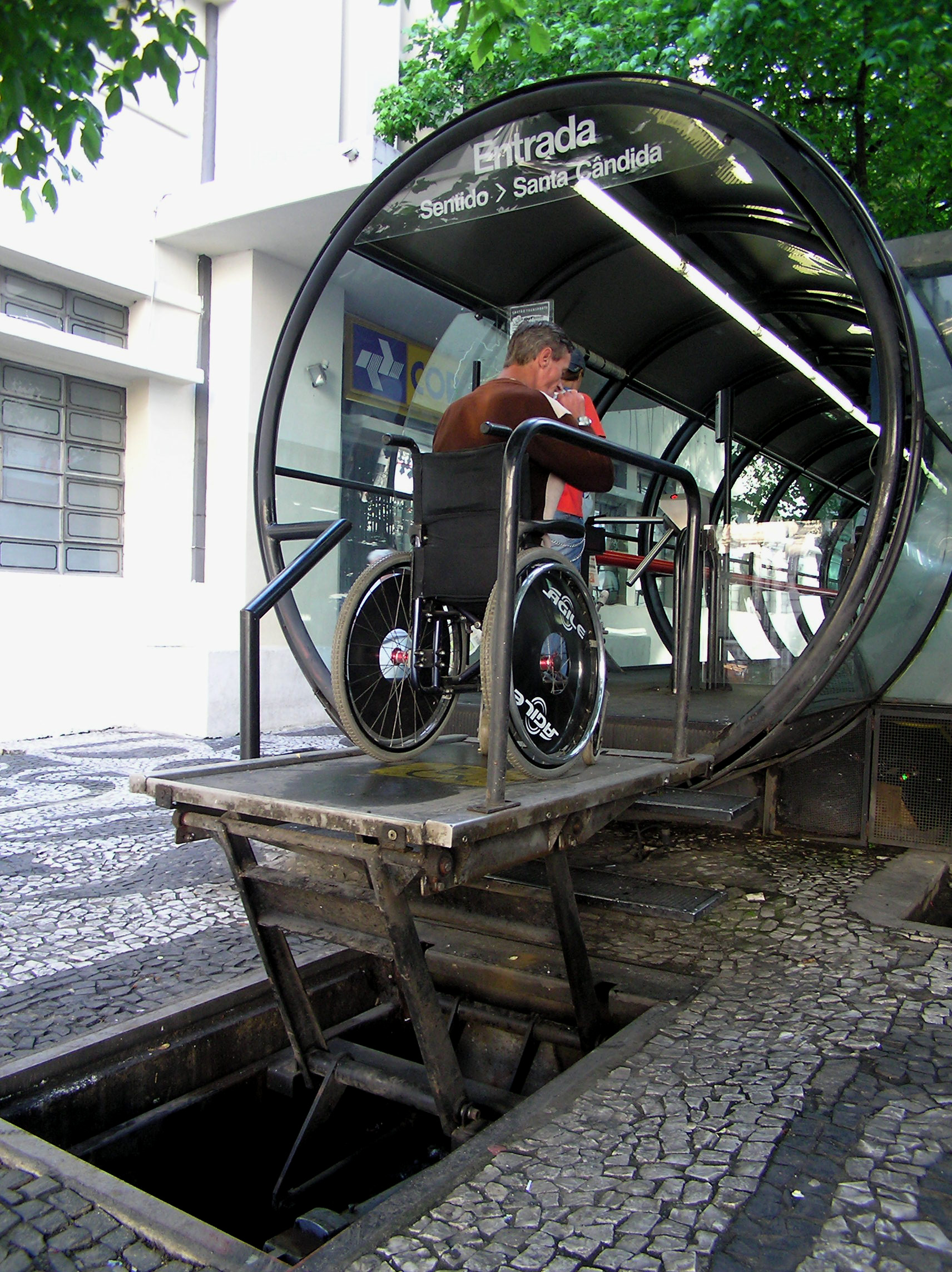
Um elevador de cadeira de rodas sendo usado em um dos pontos de ônibus de Curitiba, Brasil.

Uma plataforma para cadeira de rodas (ou um elevador de cadeira de rodas) é um dispositivo acionado para elevar uma cadeira de rodas e seu ocupante a fim de superar uma etapa ou barreira vertical semelhante.
Os elevadores de cadeira de rodas podem ser instalados em residências ou empresas e geralmente são adicionados a veículos particulares e públicos para atender aos requisitos de acessibilidade estabelecidos por atos de deficiência. Esses dispositivos de mobilidade costumam ser instalados em residências como alternativa a um elevador de escada, que apenas transporta um passageiro e não a cadeira de rodas ou a scooter de mobilidade.

## Jurisdição
Nos Estados Unidos, a Lei dos Americanos com Deficiências de 1990 (ADA) exigia que todos os novos veículos de transporte coletivo em serviço após 1º de julho de 1993 estivessem acessíveis a pessoas em cadeiras de rodas e até os anos 2000, esse requisito era mais comumente atendidos pela inclusão de um elevador de cadeira de rodas. Em 1993, havia 29.033 ônibus em trânsito nos EUA equipados com elevadores ou rampas para cadeiras de rodas, representando 52% de todos os ônibus em trânsito nos EUA. Em 2001, esse número havia aumentado para 58.785 ônibus (embora a porcentagem equipada com elevadores, em oposição às rampas, seja desconhecida).
Os veículos de transporte público de piso inferior (ônibus, bondes, vagões ferroviários) - equipados com rampas ou pontes em vez de elevadores - começaram a se tornar mais comuns do que os elevadores para veículos pesados, enquanto os elevadores continuam a ser usados em veículos de paratransito.
Vários regimes legais em vários países regulam o uso de elevadores de cadeiras de rodas, estabelecendo padrões para os dispositivos e exigindo que certos tipos de empresas tornem os estacionamentos acessíveis aos veículos que os transportam. Em alguns casos, os padrões de acessibilidade foram alcançados em acordos legais. Por exemplo, no caso de 2005 de Dilworth, et al. v. Cidade de Detroit, NO. 2: 04- cv-73152 (ED Mich. 2005), a cidade demandada admitiu que a Lei dos Americanos Portadores de Deficiência e sua legislação de apoio exigiam que a cidade "mantivesse os elevadores de cadeiras de rodas em seus ônibus em condições operacionais; repare imediatamente os elevadores de cadeiras de rodas, se eles danificados ou fora de serviço; estabelecer um sistema de verificações regulares e frequentes de manutenção dos elevadores de cadeiras de rodas; remover um veículo de serviço se o elevador estiver inoperante (com exceções limitadas); fornecer transporte alternativo quando o elevador não funcionar e o próximo local acessível o ônibus fica a mais de 30 minutos ".
Enquanto algumas vans acessíveis para cadeira de rodas usam um elevador motorizado para auxiliar o ocupante no embarque, uma rampa para cadeira de rodas costuma ser menos cara para esse fim e geralmente é instalada em minivans. Carrinhas de tamanho normal requerem o uso de um elevador de plataforma. Existem dois tipos de elevadores de plataforma instalados em vans acessíveis para cadeiras de rodas: braço único e braço duplo. Os elevadores de cadeira de rodas de braço único são usados apenas em aplicações de entrada lateral. Eles ocupam menos espaço interior e deixam a entrada de passageiros aberta; no entanto, eles têm menos capacidade de elevação do que os elevadores de braço duplo. A maioria dos elevadores de cadeira de rodas de braço duplo tem uma capacidade de elevação de até 200 kg. Esses elevadores consomem mais espaço interior e bloqueiam a entrada lateral e, por esses motivos, costumam ser montados na parte traseira do veículo para aplicações de entrada traseira.
Conforme exigido pela Administração Nacional de Segurança no Trânsito nas Rodovias (NHTSA), as vans acessíveis para cadeiras de rodas com elevadores de cadeira de rodas estão equipadas com um bloqueio de segurança. Projetado para impedir a operação da van da cadeira de rodas ou do elevador da cadeira de rodas em situações inseguras, o intertravamento de segurança emitirá um alarme se existir uma condição insegura (por exemplo, o veículo tentar se mover enquanto o elevador estiver implantado) ou impedir que o veículo mude para a direção enquanto o elevador da cadeira de rodas está em operação.
Inovações recentes permitiram o desenvolvimento de elevadores de cadeiras de rodas que auxiliam as pessoas a entrar nos táxis de caminhões, para que possam dirigir ou operar equipamentos pesados. Os elevadores de cadeira de rodas também podem ser usados para mover uma scooter desocupada para um veículo.